# Françoisa de Witt
Françoisa de Witt , född 1634 i Machilipatnam, död 10 januari 1672 i Middelburg, var en nederländsk guvernörsfru. 
Hon var gift med Carel Reyniers, guvernör i Koromandelkusten. Hon är främst känd för den stora skandal då hon som änka blev gravid, varpå hennes älskare Adriaen Willeboorts av kolonialrådet tvingades skilja sig från sin fru och gifta om sig med henne.